# Yehuda Krinsky
Yehuda Krinsky (nacido el 3 de diciembre de 1933 en Boston, Massachussetts) es un rabino ortodoxo y un miembro del movimiento jasídico Jabad-Lubavitch.

## Introducción
Krisnky ha tenido varios cargos como parte del personal administrativo de Jabad desde 1954, y había sido un de los tres secretarios personales del rebe de Jabad, Menachem Mendel Schneerson. En 1988 Schneerson nombró a Krinsky como el ejecutor de sus últimas voluntades. Krinsky es una de las figuras más influyentes del movimiento jasídico Jabad-Lubavitch.

## Biografía
Krinsky creció en Dorchester, Boston, Massachussetts. A la edad de 12 años, sus padres lo mandaron a estudiar a la Yeshivá Central de Lubavitch, ubicada en Brooklyn, donde recibió su ordenación rabínica (semicha). Krinsky se unió al personal de Jabad en el año 1952 como conductor.

## Carrera
En 1956 Krinsky trabajaba en la organización Merkos L'Inyonei Chinuch, el brazo educativo del movimiento Jabad. Décadas después dirigió el servicio de noticias de Jabad vía satélite.
En 1972, Krinsky fue parte del consejo de administración de la organización Agudas Chasidei Chabad, y para dirigir la sección educativa del movimiento, Merkos L'Inyonei Chinuch. En 1988 Schneerson nombró a Krinsky como el único ejecutor de sus últimas voluntades. En 1990 se convirtió en el secretario oficial de las tres organizaciones principales del movimiento Lubavitch: Agudas Chasidei Chabad, Merkos L'Inyonei Chinuch, y el Fondo Machne Israel, el brazo caritativo y social de Jabad, y se convirtió en el presidente de Merkos L'Inyonei Chinuch, y del Fondo Machne Israel, y es el director de la Editorial Kehot Lubavitch.
Krinsky ha estado activo para recuperar una gran cantidad de libros relacionados con el movimiento jasídico de Jabad, que son custodiados por el gobierno ruso. Muchas de estas obras fueron confiscadas al anterior rebe, Iosef Itzjak Schneerson después de la Revolución rusa de 1917. Krinsky se ganó para su causa el apoyo del actor Jon Voight, y del político Sam Brownback.

## Familia
Krisnky se casó con Devorah Kasinetz, tienen tres hijos, todos  rabinos, y dos hijas